# Microcarbo melanoleucos
Microcarbo melanoleucos е вид птица от семейство Корморанови (Phalacrocoracidae). Видът е незастрашен от изчезване.

## Разпространение
Разпространен е основно в Австралия, Индонезия, Япония, Нова Каледония, Нова Зеландия, Палау, Папуа-Нова Гвинея, Соломоновите острови, Източен Тимор и Вануату. По-рядко може да се види в Микронезия и Северните Мариански острови.

## Описание
На дължина достига до 56 – 58 cm, а клюнът му е къс, около 3 cm.